# Хаерино
Хаерино — деревня в Канском районе Красноярского края. Входит в состав Краснокурышинского сельсовета.

## История
Хаерино было основано в 1696 году. По данным 1926 года в деревне имелось 202 хозяйства и проживало 939 человек (466 мужчин и 473 женщины). В национальном составе населения преобладали русские. В административном отношении деревня являлась центром Хаеринского сельсовета Канского района Канского округа Сибирского края.

## Население
| 1926 | 2010 |
| ---- | ---- |
| 939  | ↘274 |